# Elecciones legislativas de Argentina de 1948
Las elecciones legislativas de Argentina de 1948 tuvieron lugar el domingo 7 de marzo del mencionado año con el objetivo de renovar 79 de las 158 bancas de la Cámara de Diputados, cámara baja del Congreso de la Nación Argentina, para el período 1948-1952 y 4 bancas para el período 1948-1950. Fue la cuadragésima sexta renovación legislativa que tenía lugar en la Argentina desde la promulgación de la constitución argentina de 1853, la decimoctava desde la instauración del voto secreto, y la última en la que se empleó el sufragio universal únicamente masculino. Si bien el voto femenino ya había sido aprobado por el Congreso en septiembre año anterior, el gobierno resolvió no confeccionar el padrón femenino sino hasta la siguiente renovación, contando con muy pocos meses antes de que se realizara la elección. Fue además la última elección en la cual los territorios nacionales de Formosa, Misiones, Neuquén, Río Negro, La Pampa, Chaco, Chubut y Santa Cruz, no contaron con representación alguna. Cuatro distritos (Catamarca, Jujuy, La Rioja, y Salta) no renovaron diputados en esta elección.
Estos comicios fueron de alta importancia para el gobierno de Juan Domingo Perón, pues sería el primer desafío electoral para el recién fundado Partido Peronista (PP), establecido tras la fusión de las fuerzas que habían apoyado la candidatura presidencial de Perón en las elecciones de 1946. Hubo algunas expresiones contrarias a la fusión dentro de los distintos partidos, en particular en el Partido Laborista, que realizó varias escisiones y estableció listas disidentes en algunos distritos. Sin embargo, el peronismo obtuvo una arrolladora victoria con alrededor del 56,36% del voto popular y 58 de los 83 escaños en disputa. El escrutinio fue muy lento, y si bien la mayoría aplastante del Partido Peronista estuvo garantizada desde el comienzo, se registró una fuerte competencia en varios distritos por la minoría. La Unión Cívica Radical (UCR), único partido aparte del peronismo que gozaba de una estructura nacional fuerte, salió victoriosa en esta contienda, arrebatando su papel tradicionalmente prominente al Partido Demócrata Nacional (PDN), el Partido Demócrata Progresista (PDP), y el Partido Socialista (PS) en distritos como Mendoza, Santa Fe y la Capital Federal. La provincia de Tucumán, donde una expresión del laborismo disidente, el Frente Obrero Revolucionario, obtuvo la segunda mayor cantidad de votos, y la provincia de San Luis, donde el Partido Demócrata Nacional logró un segundo puesto estrecho liderado por Reynaldo Pastor, fueron los únicos distritos donde la UCR no obtuvo el monopolio del voto opositor.
Los cargos electos asumieron el 4 de junio de 1948. En diciembre de ese mismo año, se realizó una elección para una Convención Constituyente, llevando a la reforma constitucional argentina de 1949. Por tal motivo, las bancas electas en 1946 que no fueron renovadas en 1948 vieron sus mandatos extendidos por dos años, hasta las elecciones legislativas de 1951, en la cual la totalidad del Congreso se vio renovado.

## Cargos a elegir
| Provincia           | Bancas totales | Bancas a elegir | Bancas a elegir | Bancas a elegir |
| Provincia           | Bancas totales | Totales         | Mayoría         | Minoría         |
| ------------------- | -------------- | --------------- | --------------- | --------------- |
| Buenos Aires        | 42             | 23              | 16              | 7               |
| Capital Federal     | 32             | 16              | 11              | 5               |
| Catamarca           | 2              | —               | —               | —               |
| Córdoba             | 15             | 10              | 7               | 3               |
| Corrientes          | 7              | 4               | 3               | 1               |
| Entre Ríos          | 9              | 6               | 4               | 2               |
| Jujuy               | 2              | —               | —               | —               |
| La Rioja            | 2              | —               | —               | —               |
| Mendoza             | 6              | 3               | 2               | 1               |
| Salta               | 3              | —               | —               | —               |
| San Juan            | 3              | 1               | 1               | —               |
| San Luis            | 3              | 3               | 2               | 1               |
| Santa Fe            | 19             | 10              | 7               | 3               |
| Santiago del Estero | 6              | 3               | 2               | 1               |
| Tucumán             | 7              | 4               | 3               | 1               |
| Total               | 158            | 83              | 58              | 25              |

## Resultados
| Partido                            | Partido                            | Partido                            | Votos     | %     | Bancas      | Bancas      | Bancas      | Bancas      |
| Partido                            | Partido                            | Partido                            | Votos     | %     | Obtenidas   | +/-         | Totales     | +/-         |
| ---------------------------------- | ---------------------------------- | ---------------------------------- | --------- | ----- | ----------- | ----------- | ----------- | ----------- |
|                                    | Partido Peronista                  | Partido Peronista                  | 1.431.284 | 56,32 | 58/83       | 2           | 111/158     | 1           |
|                                    |                                    | Unión Cívica Radical               | 607.721   | 23,91 | 22/83       | Sin cambios | —           | Sin cambios |
|                                    | Unión Cívica Radical Unionista     | 8.379                              | 0,33      | 1/83  | Sin cambios | —           | Sin cambios |             |
|                                    | Unión Cívica Radical Intransigente | 6.353                              | 0,25      | —     | Sin cambios | —           | Sin cambios |             |
| Total Unión Cívica Radical         | Total Unión Cívica Radical         | Total Unión Cívica Radical         | 622.453   | 24,49 | 23/83       | 1           | 44/158      | Sin cambios |
|                                    | Partido Socialista                 | Partido Socialista                 | 151.581   | 5,96  | —           | Sin cambios | —           | Sin cambios |
|                                    |                                    | Partido Obrero de la Revolución    | 56.377    | 2,22  | —           | Sin cambios | —           | Sin cambios |
|                                    | Frente Obrero Revolucionario       | 22.245                             | 0,88      | 1/83  | Sin cambios | —           | Sin cambios |             |
|                                    | Alianza Libertadora Nacionalista   | 11.604                             | 0,46      | —     | Sin cambios | —           | Sin cambios |             |
|                                    | Partido Laborista Independiente    | 3.081                              | 0,12      | —     | Sin cambios | —           | Sin cambios |             |
|                                    | Partido Laborista                  | 1.705                              | 0,07      | —     | Sin cambios | —           | Sin cambios |             |
|                                    | Partido Social Agrario             | 1.544                              | 0,06      | —     | Sin cambios | —           | Sin cambios |             |
|                                    | Partido Nacionalista               | 887                                | 0,03      | —     | Sin cambios | —           | Sin cambios |             |
|                                    | Juventud Renovadora Argentina      | 818                                | 0,03      | —     | Sin cambios | —           | Sin cambios |             |
|                                    | Partido Laborista 17 de Octubre    | 591                                | 0,02      | —     | Sin cambios | —           | Sin cambios |             |
| Total laborismo disidente          | Total laborismo disidente          | Total laborismo disidente          | 98.852    | 3,89  | 1/83        | 1           | 1/158       | 1           |
|                                    | Partido Demócrata Nacional         | Partido Demócrata Nacional         | 93.012    | 3,66  | 1/83        | Sin cambios | 2/158       | 1           |
|                                    | Partido Comunista                  | Partido Comunista                  | 88.190    | 3,47  | —           | Sin cambios | —           | Sin cambios |
|                                    | Partido Demócrata Progresista      | Partido Demócrata Progresista      | 50.181    | 1,97  | —           | Sin cambios | —           | 1           |
|                                    | Concentración Obrera               | Concentración Obrera               | 4.205     | 0,17  | —           | Sin cambios | —           | Sin cambios |
|                                    | Otros                              | Otros                              | 1.446     | 0,06  | —           | Sin cambios | —           | Sin cambios |
|                                    |                                    |                                    |           |       |             |             |             |             |
| Votos válidos                      | Votos válidos                      | Votos válidos                      | 2.541.204 | 96,71 |             |             |             |             |
| Votos en blanco y anulados         | Votos en blanco y anulados         | Votos en blanco y anulados         | 77.576    | 2,95  |             |             |             |             |
| Diferencia de actas                | Diferencia de actas                | Diferencia de actas                | 8.852     | 0,34  |             |             |             |             |
| Total de votos                     | Total de votos                     | Total de votos                     | 2.627.632 | 100   |             |             |             |             |
| Votantes registrados/participación | Votantes registrados/participación | Votantes registrados/participación | 3.494.620 | 75,19 |             |             |             |             |
| Fuentes:                           |                                    |                                    |           |       |             |             |             |             |

## Resultados por distrito
|  | 60,54 % |

|  | 28,34 % |

|  | 4,54 % |

|  | 3,95 % |

|  | 2,61 % |

|  | 0,00 % |

|  | 0,02 % |

|  | 98,21 % |

|  | 1,79 % |

|  | 0,00 % |

|  | 100 % |

|  | 67,30 % |

|  | 50,24 % |

|  | 20,49 % |

|  | 18,69 % |

|  | 7,36 % |

|  | 1,89 % |

|  | 0,69 % |

|  | 0.50 % |

|  | 0.13 % |

|  | 100 % |

|  | 87,19 % |

|  | 53,68 % |

|  | 38,42 % |

|  | 6,21 % |

|  | 1,02 % |

|  | 0,68 % |

|  | 97,94 % |

|  | 2,06 % |

|  | 100 % |

|  | 77,69 % |

|  | 60,56 % |

|  | 21,50 % |

|  | 17,55 % |

|  | 0,36 % |

|  | 0,03 % |

|  | 95,84 % |

|  | 3,89 % |

|  | 0,29 % |

|  | 100 % |

|  | 64,86 % |

|  | 58,47 % |

|  | 30,84 % |

|  | 6,49 % |

|  | 1,04 % |

|  | 0,94 % |

|  | 0,75 % |

|  | 0,60 % |

|  | 0,87 % |

|  | 93,45 % |

|  | 6,55 % |

|  | 100 % |

|  | 76,58 % |

|  | 63,42 % |

|  | 17,61 % |

|  | 10,16 % |

|  | 7,43 % |

|  | 0,77 % |

|  | 0,60 % |

|  | 0,01 % |

|  | 91,93 % |

|  | 5,27 % |

|  | 2,81 % |

|  | 0,00 % |

|  | 100 % |

|  | 73,76 % |

|  | 77,19 % |

|  | 12,87 % |

|  | 5,21 % |

|  | 3,66 % |

|  | 1,05 % |

|  | 0,03 % |

|  | 96,54 % |

|  | 3,17 % |

|  | 0,29 % |

|  | 100 % |

|  | 77,23 % |

|  | 68,58 % |

|  | 19,93 % |

|  | 11,49 % |

|  | 97,88 % |

|  | 2,12 % |

|  | 100 % |

|  | 63,39 % |

|  | 46,26 % |

|  | 18,17 % |

|  | 16,98 % |

|  | 15,11 % |

|  | 2,73 % |

|  | 0,75 % |

|  | 93,22 % |

|  | 6,78 % |

|  | 100 % |

|  | 82,21 % |

|  | 76,58 % |

|  | 11,69 % |

|  | 8,86 % |

|  | 1,56 % |

|  | 1,32 % |

|  | 95,73 % |

|  | 4,27 % |

|  | 100 % |

|  | 57,18 % |

|  | 63,42 % |

|  | 21,12 % |

|  | 12,33 % |

|  | 1,90 % |

|  | 1,22 % |

|  | 0,02 % |

|  | 87,63 % |

|  | 5,01 % |

|  | 7,36 % |

|  | 100 % |

|  | 75,54 % |

1. ↑  Electo para completar el mandato de Mario A. Sorgentini (1946-1950).
2. ↑  Electo para completar el mandato de Ángel Ianspolsky (1946-1950).
3. 1 2 3 4  Candidato por dos años para completar los mandatos de Mario A. Sorgentini y Ángel Ianspolsky.
4. ↑  Renunció antes de asumir, lo reemplaza Roberto J. Parry.
5. ↑  Suspendido el 29 de septiembre de 1949.
6. ↑  Falleció el 1 de septiembre de 1949, no fue reemplazado.
7. ↑  Falleció el 19 de junio de 1950, no fue reemplazado.
8. ↑  Falleció el 6 de junio de 1948, lo reemplaza Alfredo F. Machargo (PP) en 1949.
9. ↑  Falleció el 31 de agosto de 1951, no fue reemplazado.
10. ↑  Renuncia aceptada el 18 de diciembre de 1951, no fue reemplazado.
11. ↑  Electo para completar el mandato de José R. Lencinas (1946-1950).
12. 1 2 3  Suspendido el 29 de diciembre de 1951.
13. ↑  Renuncia aceptada el 5 de julio de 1950, no fue reemplazado.
14. ↑  Falleció el 1 de enero de 1949, no fue reemplazado.
15. ↑  Electo para completar el mandato de Jabel Arévalo Cabeza (1946-1950).
16. ↑  Renuncia aceptada el 29 de diciembre de 1951, no fue reemplazado.
17. ↑  Falleció el 5 de mayo de 1951, no fue reemplazado.
18. ↑  Expulsado el 9 de junio de 1949, no fue reemplazado.
19. ↑  Falleció el 30 de julio de 1948, lo reemplaza Abel Montes (PP) en 1949.
20. ↑  Falleció el 28 de diciembre de 1951, no fue reemplazado.

## Elecciones parciales
Elecciones especiales en Capital Federal, Córdoba y Santa Fe para completar vacancias. Se realizan el 5 de diciembre de 1948, al mismo tiempo que las elecciones de convencionales constituyentes.
|  | 57,47 % |

|  | 34,10 % |

|  | 5,64 % |

|  | 1,71 % |

|  | 1,07 % |

|  | 94,32 % |

|  | 5,68 % |

|  | 100 % |

|  | 83,79 % |

|  | 50,48 % |

|  | 40,28 % |

|  | 8,20 % |

|  | 1,04 % |

|  | 97,71 % |

|  | 2,29 % |

|  | 100 % |

|  | 79,04 % |

|  | 62,27 % |

|  | 22,49 % |

|  | 12,18 % |

|  | 3,06 % |

|  | 94,27 % |

|  | 5,16 % |

|  | 0,09 % |

|  | 0,48 % |

|  | 100 % |

|  | 81,87 % |

1. ↑  Electo para completar el mandato de Ernesto Sammartino (1946-1950).
2. ↑  Electo para completar el mandato de Elisardo Soneyra (1948-1952).
3. ↑  Electo para completar el mandato de Amado J. Curchod (1946-1950).
4. ↑  Electo para completar el mandato de José Enrique Malecek (1946-1950).
5. ↑  Electo para completar el mandato de Diógenes C. Antille (1946-1950).
6. ↑  Electo para completar el mandato de Nicolás Rubino Sidney (1948-1952).